# Менеджер окон X Window System

Менеджер окон X Window System — приложение, работающее «поверх» X Window System и определяющее интерфейс и взаимодействие с пользователем. В Unix-подобных операционных системах пользователь может выбрать любой оконный менеджер по своему усмотрению.
Менеджеры окон могут различаться по таким показателям, как:
- Возможности настройки внешнего вида и функциональности.
  - способы запуска различных приложений;
  - средства настройки и управления[1] окружением;
  - наличие и взаимодействие с несколькими рабочими или виртуальными столами.
- Потребление оперативной памяти и прочих ресурсов компьютера.
- Степень интеграции со средой рабочего стола, предоставляющей более полный набор средств для взаимодействия с операционной средой и различными пользовательскими приложениями.

## Классификация
- Композитный менеджер окон
- Фреймовый оконный менеджер
- Стековый менеджер окон

## Некоторые менеджеры окон X Window System
Некоторые менеджеры окон:
- AfterStep
- Awesome[5]
- Blackbox
- Compiz
- Enlightenment
- FLWM
- FVWM
- Fluxbox
- i3
- IceWM
- Ion[6]
- JWM (Joe’s Windows Manager)[7]
- KWin (ранее назывался KWM, используется в KDE)
- Marco (форк от Metacity, используется в MATE)
- Mutter (используется в GNOME 3)
- Metacity
- MWM (Motif Window Manager)[8]
- OPEN LOOK[8]
- Openbox (используется в LXDE)
- Sawfish
- Window Maker
- Xfwm4 (оконный менеджер Xfce)
- dwm[5]
- twm
- xmonad[5]